# Lola Pagnani
Lola Pagnani, rojstno ime Anna Lola Pagnani Stravos, italijanska plesalka in filmska igralka, * 3. april 1972, Rim, Italija.
1. ↑  Person Profile // Internet Movie Database — 1990.